# Liga de Béisbol Profesional de la República Dominicana 2003-04
La temporada de la Liga Dominicana de Béisbol Profesional 2003-2004 fue la 50.ª edición de este campeonato. La temporada regular comenzó en octubre de 2003 y finalizó el 30 de diciembre de 2003. El Todos contra Todos o Round Robin inició el 2 de enero de 2004 y finalizó el 22 de enero de 2004. La Serie Final se llevó a cabo, iniciando el 23 de enero y concluyendo el 27 de enero de 2004, cuando los Tigres del Licey se coronaron campeones de la liga sobre los Gigantes del Cibao.